# Nuthetes
Nuthetes ("káratel") byl rod bazálního dromeosauridního dinosaura, který žil v období spodní křídy (stupeň berrias, asi před 143 miliony let) na území dnešní Velké Británie. Dosahoval délky asi 1,8 metru. Fosilie tohoto dinosaura sestávají pouze ze zubů a částí čelisti.

## Historie nálezu
Fosilie tohoto malého teropoda byly objeveny v souvrství Luthworth a popsány v roce 1854 slavným britským přírodovědcem Richardem Owenem. Ten jej však zpočátku považoval za pozůstatky ještěra (varana), později pak krokodýla. Teprve v roce 1888 rozpoznal Richard Lydekker příslušnost materiálu s katalogovým označením DORCM G 913 k dinosaurům. Ani on však neměl jasnou představu o jeho vzhledu a příbuzenství. V roce 1934 byly zkameněliny přisouzeny rodu Megalosaurus, a sice mláděti tohoto rodu. Teprve v roce 2002 pak paleontoložka Angela Milnerová (1947-2021) stanovila, že se jedná o geologicky velmi raného dromeosaurida.